# 华西秋雨
华西秋雨是中国华西地区秋季多雨的特殊天气现象，主要出现在四川、重庆等四川盆地地区。华西秋雨可以从9月持续到11月份左右，持续时间长则是其最鲜明的特点。最早出现日期有时可从8月下旬开始，最晚在11月下旬结束。不过由于秋季暖湿气流通常不及盛夏，因而降雨强度并不是特别大，比较缠绵。
成因是秋季频繁南下的冷空气，因受地形阻挡，与停滞在该地区的暖湿空气相遇，使锋面活动加剧而产生较长时间的阴雨。平均来讲，降雨量一般多於春季，少於夏季。在水文上则表现为明显的秋汛。 
　　
华西秋雨的年际变化较大，有的年份不明显，有的年份则阴雨连绵，持续时间长达两个多月之久。秋雨一般有利于农作物的生长，
但长时间的阴雨少日照对当地棉花的收晒有一定影响。